# Сенненский замок
Сенненский замок — бывший замок в городе Сенно Витебской области Белоруссии. Находился на территории, где сейчас расположен физкультурно-оздоровительный комплекс. Замок находился на путях военных столкновений между Великим Княжеством Литовским и Русским государством. Во время Северной войны был разрушен.

## Описание
Построен в 1573 году Дмитрием Сапегой и высился на холме, который горожане называли Замковой горой. Вдоль возвышенности был вырыт ров, заполненный водой, которая поступала из реки. Через ров был перекинут подъемный мост, на горе находился двухэтажный дом-дворец.

О сооружении И. Слюнькова пишет в книге «Архитектура Верхнего Поднепровья»:
«Замок Сенно, основанный Дмитрием Сапегой, представляет из себя комплекс, по классическому образцу в трактатах XVI—XVII вв. „палаццоинфортецца“, где дворцовые сооружения сами по себе были лишены оборонительных функций, но окружались системой фортификационных сооружений. Сенненский панский дом с двумя флигелями занимал симметричное положение на квадратной площади 80х80 м, окружен по периметру глубоким рвом, заполненным водой. Двумя мостами вдоль поперечной оси замок с одной стороны был связан с выровненным берегом озера, с другой — с живописным берегом пруда, искусственно созданного на реке, впадающей в озеро. Планировочная связь замка с посадом держалась с помощью улицы-моста, которая шла от угла Замковой площади к рынку».
Во времена Северной войны 1700—1721 гг. шведские войска из обоза генерала А. Левенгаупта шли из Риги к Черее на соединение с войсками короля Карла XII разграбили и разрушили замок Сенна. После войны замок не был восстановлен.
Замковая гора была разрушена для строительства дороги на Костёлку и из ее земли сделали подсыпку. Необходимость в такой дороге возникла после того, как появилась железнодорожная станция Богушевская в 1903 году и потребность соединения ее с дорогой из Сенна.

## Галерея

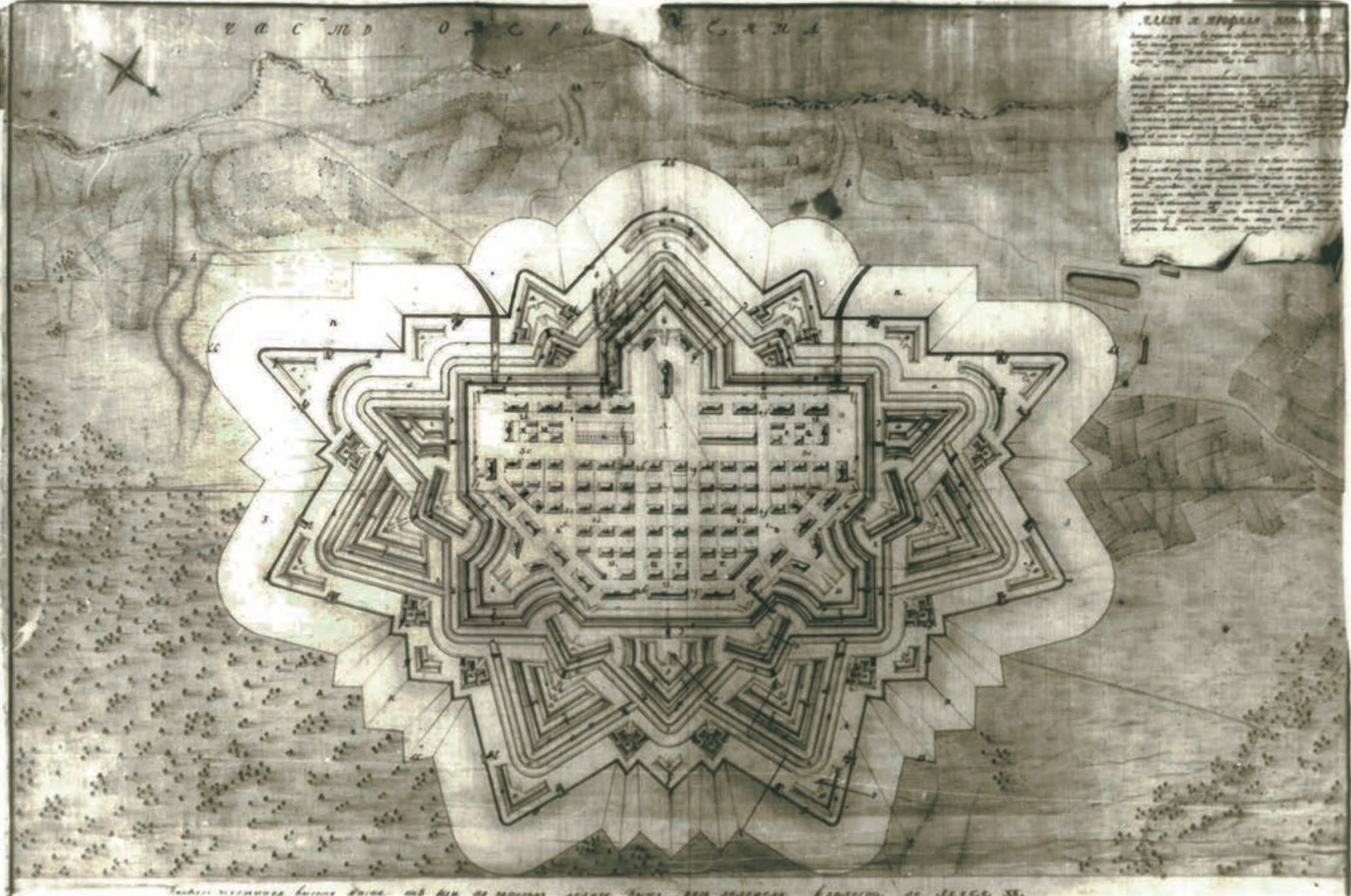
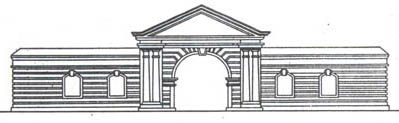
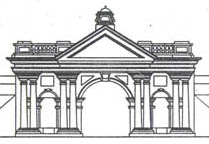